# Euschistus comptus
Euschistus comptus är en insektsart som beskrevs av Walker 1868. Euschistus comptus ingår i släktet Euschistus och familjen bärfisar. Inga underarter finns listade i Catalogue of Life.